# Ælita
Ælita è il settimo album in studio del gruppo musicale garage rock svedese Mando Diao, pubblicato nel 2014.

## Tracce
1. Black Saturday – 3:22
2. Rooftop – 4:57
3. Money Doesn't Make You A Man – 5:06
4. Sweet Wet Dreams – 4:41
5. If I Don't Have You – 7:46
6. Baby – 6:44
7. Lonely Driver – 4:28
8. Child – 6:52
9. Romeo – 4:13
10. Make You Mine – 6:14